# Katastrofa lotu Pan Am 217
Katastrofa lotu Pan Am 217 wydarzyła się 12 grudnia 1968 roku na Morzu Karaibskim, nieopodal miasta Maiquetía w Wenezueli. W wyniku katastrofy samolotu Boeing 707-321B należącego do linii lotniczych Pan Am, śmierć poniosło 51 osób (42 pasażerów oraz 9 członków załogi) – wszyscy na pokładzie.
Boeing 707-321B (nr. rej. N494PA) odbywał lot z Nowego Jorku do Caracas. Lot trwał trzy godziny. Podczas podchodzenia do lądowania, o godzinie 22:02, Boeing niespodziewanie zniknął z radarów kontroli lotów. O zdarzeniu poinformowano służby ratownicze, które zlokalizowały na Morzu Karaibskim dryfujące fragmenty samolotu. Katastrofa miała miejsce 18 kilometrów od Caracas. Spośród 51 osób przebywających na pokładzie, nikt nie przeżył.
Śledztwo wykazało, że pilot samolotu doznał złudzenia optycznego, przez co wykonał nieprawidłowy manewr. Maszyna runęła do morza i eksplodowała, zabijając wszystkich na pokładzie. 
Była to największa katastrofa lotnicza pod względem liczby ofiar w historii Wenezueli, do czasu katastrofy lotniczej w Maracaibo, do której doszło zaledwie 4 miesiące później w marcu 1969 roku, a w której zginęło 155 osób.